# Haltepunkt Erdmannhausen
Der Haltepunkt Erdmannhausen ist ein Haltepunkt an der Bahnstrecke Backnang–Ludwigsburg und wird seit 2012 von der Linie S4 der S-Bahn Stuttgart bedient.

## Geschichte

### Anfangszeit
Im Jahr 1899 wurde der Haltepunkt Erdmannhausen-Rielingshausen nachträglich eingerichtet. Aufgrund der aufgeteilten Finanzierung durch Erdmannhausen und Rielingshausen wurde der Doppelname gewählt. Eine große Bedeutung für die Strecke hatten die nahe gelegenen Steinbrüche (ehemaliger Steinbruch „Hammelrain“ sowie der ehemalige Steinbruch im Gewann Wagrain), die über eigene Anschlussgleise verfügten. Von dort wurden Schotter und Steine abtransportiert. Diese Steinbrüche wurden in den 1960er Jahren aufgegeben und die Anschlussstellen abgebaut. Die Station wurde nach Aufgabe der Stückgutabfertigung nur noch für den Personenverkehr genutzt.

### Heutige Nutzung
Am 8. Dezember 2012 wurde die Linie S4 über Marbach (Neckar) hinaus bis Backnang verlängert, dabei wurde der Bahnsteig erhöht und das Umfeld neu gestaltet, zudem wurde der Name in Erdmannhausen abgeändert.

## Betrieb
| Linie | Verlauf                                                                                                   |
| ----- | --- |
| S 4   | Backnang – Kirchberg – Erdmannhausen – Marbach – Ludwigsburg – Zuffenhausen – Hauptbahnhof – Schwabstraße |